# Procesamiento de frases
El procesamiento de las frases se lleva a cabo siempre que un lector u oyente procesa una expresión lingüística, ya sea de forma aislada o en el contexto de una conversación o de un texto.
Muchos estudios del proceso de comprensión del lenguaje humano se han centrado en la lectura de frases sencillas (oraciones) sin contexto. Una amplia investigación ha demostrado, sin embargo, que la comprensión del lenguaje también se ve afectada por el contexto que precede a una expresión dada, así como por muchos otros factores.

## Ambigüedad
La comprensión de la oración tiene que lidiar con la ambigüedad en las expresiones orales y escritas, por ejemplo, las ambigüedades léxicas, estructurales y semánticas. La ambigüedad es omnipresente, pero la gente suele resolverla tan fácilmente que ni siquiera la nota. Por ejemplo, la frase "El tiempo vuela como una flecha" tiene (al menos) las interpretaciones: El tiempo se mueve tan rápido como una flecha, Un tipo especial de mosca, llamada vuelo en el tiempo, le gustan las flechas y Mide la velocidad de las moscas como si midieras la velocidad de una flecha. Por lo general, los lectores sólo conocen la primera interpretación. Los lectores educados, sin embargo, piensan espontáneamente en la flecha del tiempo pero inhiben esa interpretación porque se desvía de la frase original y el lóbulo temporal actúa como un interruptor.
Los casos de ambigüedad pueden clasificarse como ambigüedades locales o globales. Una oración es globalmente ambigua si tiene dos interpretaciones distintas. Ejemplos de sentencias como "Alguien le disparó al sirviente de la actriz que estaba en el balcón" (¿fue el sirviente o la actriz que estaba en el balcón?) o "El policía persiguió al criminal con un coche rápido" (¿tenía el policía o el criminal un coche rápido?). Los comprensivos pueden tener una interpretación preferente para cualquiera de estos casos, pero sintáctica y semánticamente no se puede descartar ninguna de las interpretaciones posibles.
Las ambigüedades locales persisten sólo durante un corto período de tiempo, ya que un enunciado se escucha o se escribe y se resuelve durante el curso del enunciado, de modo que el enunciado completo sólo tiene una interpretación. Ejemplos incluyen frases como "El crítico escribió el libro fue esclarecedor", lo que es ambiguo cuando El crítico escribió el libro se ha encontrado, pero era esclarecedor queda por procesar. Entonces, la frase podría terminar, afirmando que el crítico es el autor del libro, o podría continuar aclarando que el crítico escribió algo sobre un libro. La ambigüedad termina por ser esclarecedora, lo que determina que la segunda alternativa es correcta.
Cuando los lectores procesan una ambigüedad local, se conforman con una de las posibles interpretaciones inmediatamente sin esperar a oír o leer más palabras que puedan ayudar a decidir qué interpretación es la correcta (el comportamiento se denomina procesamiento incremental). Si los lectores se sorprenden por el giro que realmente toma la oración, el procesamiento se ralentiza y es visible, por ejemplo, en los tiempos de lectura. Por lo tanto, las sentencias localmente ambiguas se han utilizado como casos de prueba para investigar la influencia de una serie de factores diferentes en el procesamiento de las sentencias humanas. Si un factor ayuda a los lectores a evitar dificultades, es claro que el factor juega un papel importante en el procesamiento de las oraciones

## Teorías
La investigación experimental ha generado un gran número de hipótesis sobre la arquitectura y los mecanismos de comprensión de las frases. Cuestiones como la modularidad frente al procesamiento interactivo y el cálculo en serie frente al cálculo paralelo de los análisis han sido divisiones teóricas en el campo

### Modular vs. interactivo
Una vista modular del procesamiento de oraciones supone que cada factor involucrado en el procesamiento de oraciones se calcula en su propio módulo, que tiene medios limitados de comunicación con los otros módulos. Por ejemplo, la creación del análisis sintáctico se realiza sin aportaciones del análisis semántico o información dependiente del contexto, que se procesa por separado. Un supuesto común de las cuentas modulares es un feed-forward arquitectura en la que la salida de un paso de procesamiento pasa al siguiente paso sin mecanismos de retroalimentación que permitan corregir la salida del primer módulo. El procesamiento sintáctico generalmente se considera el paso de análisis más básico, que alimenta el procesamiento semántico y la inclusión de otra información. Un módulo mental separado analiza las oraciones y el acceso léxico ocurre primero. Entonces, se considera una hipótesis sintáctica a la vez. No hay influencia inicial de significado, ni semántica. El procesamiento de oraciones es soportado por una red temporo-frontal. Dentro de la red, las regiones temporales sustentan aspectos de identificación y las regiones frontales la construcción de relaciones sintácticas y semánticas.
Las cuentas interactivas suponen que toda la información disponible se procesa al mismo tiempo y puede influir inmediatamente en el cálculo del análisis final. En el modelo interactivo de procesamiento de oraciones, no hay un módulo separado para el análisis. El acceso léxico, la asignación de la estructura sintáctica y la asignación de significado ocurren al mismo tiempo en paralelo. Se pueden considerar varias hipótesis sintácticas a la vez. El modelo interactivo demuestra una interacción en línea entre los niveles estructural, léxico y fonético del procesamiento de oraciones. . Cada palabra, tal como se escucha en el contexto del discurso normal, se ingresa inmediatamente en el sistema de procesamiento en todos los niveles de descripción, y se analiza simultáneamente en todos estos niveles a la luz de la información disponible en cada nivel en ese punto en El procesamiento de la sentencia. Los modelos interactivos de procesamiento del lenguaje suponen que la información fluye tanto de abajo hacia arriba como de arriba hacia abajo, de modo que las representaciones que se forman en cada nivel pueden verse influidas por niveles más altos y más bajos. Un marco denominado marco de activación interactivo que incorpora este supuesto clave entre otros, incluido el supuesto de que las influencias de diferentes fuentes se combinan de forma no lineal. La no linealidad significa que la información que puede ser decisiva en algunas circunstancias puede tener poco o ningún efecto en otras condiciones. En el marco de activación interactivo, el conocimiento que guía el procesamiento se almacena en las conexiones entre unidades en los mismos niveles y niveles adyacentes. Las unidades de procesamiento que conectan pueden recibir información de varias fuentes diferentes, lo que permite que el conocimiento que guía el procesamiento sea completamente local y, al mismo tiempo, permita que los resultados del procesamiento en un nivel influyan en el procesamiento en otros niveles, tanto arriba como abajo. Un supuesto básico del marco es que las interacciones de procesamiento son siempre recíprocas; Es esta característica bidireccional la que hace que el sistema sea interactivo. Las interacciones excitatorias bidireccionales entre niveles permiten una restricción simultánea mutua entre niveles adyacentes, y las interacciones inhibitorias bidireccionales dentro de un nivel permiten la competencia entre interpretaciones mutuamente incompatibles de una parte de una entrada. Las interacciones excitatorias entre niveles se capturan en los modelos en conexiones excitadoras de dos vías entre unidades de procesamiento compatibles entre sí. permitiendo que los resultados del procesamiento en un nivel influyan en el procesamiento en otros niveles, tanto arriba como abajo. Un supuesto básico del marco es que las interacciones de procesamiento son siempre recíprocas; Es esta característica bidireccional la que hace que el sistema sea interactivo. Las interacciones excitatorias bidireccionales entre niveles permiten una restricción simultánea mutua entre niveles adyacentes, y las interacciones inhibitorias bidireccionales dentro de un nivel permiten la competencia entre interpretaciones mutuamente incompatibles de una parte de una entrada. Las interacciones excitatorias entre niveles se capturan en los modelos en conexiones excitadoras de dos vías entre unidades de procesamiento compatibles entre sí. permitiendo que los resultados del procesamiento en un nivel influyan en el procesamiento en otros niveles, tanto arriba como abajo. Un supuesto básico del marco es que las interacciones de procesamiento son siempre recíprocas; Es esta característica bidireccional la que hace que el sistema sea interactivo. Las interacciones excitatorias bidireccionales entre niveles permiten una restricción simultánea mutua entre niveles adyacentes, y las interacciones inhibitorias bidireccionales dentro de un nivel permiten la competencia entre interpretaciones mutuamente incompatibles de una parte de una entrada. Las interacciones excitatorias entre niveles se capturan en los modelos en conexiones excitadoras de dos vías entre unidades de procesamiento compatibles entre sí. Es esta característica bidireccional la que hace que el sistema sea interactivo. Las interacciones excitatorias bidireccionales entre niveles permiten una restricción simultánea mutua entre niveles adyacentes, y las interacciones inhibitorias bidireccionales dentro de un nivel permiten la competencia entre interpretaciones mutuamente incompatibles de una parte de una entrada. Las interacciones excitatorias entre niveles se capturan en los modelos en conexiones excitadoras de dos vías entre unidades de procesamiento compatibles entre sí. Es esta característica bidireccional la que hace que el sistema sea interactivo. Las interacciones excitatorias bidireccionales entre niveles permiten una restricción simultánea mutua entre niveles adyacentes, y las interacciones inhibitorias bidireccionales dentro de un nivel permiten la competencia entre interpretaciones mutuamente incompatibles de una parte de una entrada. Las interacciones excitatorias entre niveles se capturan en los modelos en conexiones excitadoras de dos vías entre unidades de procesamiento compatibles entre sí. Las ambigüedades sintácticas se basan de hecho en el nivel léxico. Además, estudios más recientes con máquinas de rastreo ocular más sensibles han mostrado efectos de contexto tempranos. La frecuencia y la información contextual modularán la activación de alternativas incluso cuando se resuelvan a favor de la interpretación simple. La simplicidad estructural está cofundida con la frecuencia, lo que va en contra de la teoría de la trayectoria del jardín.

### Serie vs paralelo
Las cuentas seriales suponen que los humanos construyen solo una de las posibles interpretaciones al principio y prueban otra sólo si la primera resulta ser incorrecta. Las cuentas paralelas asumen la construcción de múltiples interpretaciones al mismo tiempo. Para explicar por qué los que entienden generalmente solo son conscientes de un posible análisis de lo que escuchan, los modelos pueden asumir que todos los análisis clasificados, y el de mayor rango se entretienen.

### Modelos
Hay una serie de modelos influyentes de procesamiento de oraciones humanas que se basan en diferentes combinaciones de opciones arquitectónicas

#### Modelo de camino de jardín
El modelo de trayectoria de jardín ( Frazier 1987 ) es un modelo de análisis modular en serie. Propone que un solo análisis se construya mediante un módulo sintáctico. Los factores contextuales y semánticos influyen en el procesamiento en una etapa posterior y pueden inducir un nuevo análisis del análisis sintáctico. El re-análisis es costoso y conduce a una desaceleración observable en la lectura. Cuando el analizador encuentra una ambigüedad, se guía por dos principios: el cierre tardío y el apego mínimo. El modelo ha sido apoyado con investigaciones sobre la negatividad anterior izquierda temprana, un potencial relacionado con eventos que a menudo se obtiene como una respuesta a las violaciones de la estructura de la frase.
El cierre tardío Hace que nuevas palabras o frases se adjunten a la cláusula actual. Por ejemplo, "John dijo que se iría ayer" se analizaría como John dijo (se iría ayer) , y no como John dijo (se iría) ayer (es decir, habló ayer).
El apego mínimo es una estrategia de parsimonia: el analizador construye la estructura sintáctica más simple posible (es decir, la que tiene menos nodos frasales).

#### Basado en restricciones modelo
Las teorías de comprensión del lenguaje emphasize how people make use of the vast amount of probabilistic information available in the linguistic signal. Through statistical learning, basadas en restricciones enfatiza cómo las personas utilizan la gran cantidad de información probabilística disponible en la señal lingüística. A través del aprendizaje estadístico, las frecuencias y la distribución de eventos en entornos lingüísticos, lo que informa la comprensión del lenguaje. Como tal, se dice que los usuarios del lenguaje llegan a una interpretación particular sobre otra durante la comprensión de una oración ambigua al integrar rápidamente estas restricciones probabilísticas.

#### La teoría lo suficientemente bueno
El enfoque lo suficientemente bueno para la comprensión del lenguaje asume que los oyentes no siempre participan en el procesamiento detallado completo de la información lingüística. Más bien, el sistema tiene una tendencia a desarrollar representaciones superficiales y superficiales cuando se enfrenta a alguna dificultad. La teoría adopta un enfoque que combina un tanto el modelo de trayectoria de jardín y el modelo basado en restricciones. La teoría se centra en dos cuestiones principales. La primera es que las representaciones formadas a partir de material complejo o difícil a menudo son superficiales e incompletas. La segunda es que las fuentes de información limitadas a menudo se consultan en los casos en que el sistema de comprensión encuentra dificultades. La teoría se puede poner a prueba utilizando varios experimentos en psicolingüística que involucran la interpretación errónea del camino del jardín, etc..<ref>[ftp://grey.colorado.edu/pub/oreilly/teach/prosem_lang/FerreiraBaileyFerraro02.pdf (enlace roto disponible en Internet Archive; véase el historial, la primera versión y la última).

## Métodos

### Tareas conductuales
En los estudios del comportamiento, a menudo se les presentan a los sujetos estímulos lingüísticos y se les pide que realicen una acción. Por ejemplo, se les puede pedir que hagan un juicio sobre una palabra (decisión léxica), que reproduzcan el estímulo o que nombren una palabra presentada visualmente en voz alta. La velocidad (a menudo tiempo de reacción: tiempo que se tarda en responder al estímulo) y la precisión (proporción de respuestas correctas) son medidas comúnmente empleadas para medir el desempeño en las tareas conductuales. Los investigadores infieren que la naturaleza de los procesos subyacentes requeridos por la tarea da lugar a diferencias; las tasas más lentas y la menor precisión en estas tareas se toman como medidas de mayor dificultad. Un componente importante de cualquier tarea conductual es que se mantiene relativamente fiel a la comprensión 'normal' del lenguaje - la capacidad de generalizar los resultados de cualquier tarea está restringida cuando la tarea tiene poco en común con la forma en que la gente realmente encuentra el lenguaje.
Un paradigma de comportamiento común implica efectos de cebado, en los que los participantes son presentados primero con una palabra clave y luego con una palabra clave. El tiempo de respuesta de la palabra de destino se ve afectado por la relación entre la palabra principal y la palabra de destino. Por ejemplo, Fischler (1977) investigó la codificación de palabras utilizando la tarea de decisión léxica. Pidió a los participantes que tomarán decisiones sobre si dos cadenas de letras eran palabras en inglés. Algunas veces las cadenas eran palabras reales en inglés que requerían una respuesta de "sí", y otras veces eran palabras que no requerían una respuesta de "no". Un subconjunto de las palabras lícitas estaban relacionadas semánticamente (por ejemplo, cat-dog) mientras que otras no lo estaban (por ejemplo, bread-stem). Fischler encontró que los pares de palabras relacionados fueron respondidos más rápido cuando se compararon con los pares de palabras no relacionados, lo que sugiere que la relación semántica puede facilitar la codificación de palabras.

### Movimientos oculares
El rastreo ocular se ha utilizado para estudiar el procesamiento del lenguaje en línea. Además, Tanenhaus y otros (1995) establecieron el paradigma del mundo visual, que aprovecha los movimientos oculares para estudiar el procesamiento del lenguaje hablado en línea. Esta área de investigación capitaliza la hipótesis de que los movimientos oculares están estrechamente relacionados con el foco de atención actual

### Neuroimagen y potenciales evocados
El surgimiento de las técnicas no invasivas proporciona innumerables oportunidades para examinar las bases cerebrales de la comprensión del lenguaje. Ejemplos comunes incluyen tomografía por emisión de positrones (TEP), resonancia magnética funcional (fMRI), potenciales relacionados con eventos (ERP) en electroencefalografía (EEG) y magnetoencefalografía (MEG), y estimulación magnética transcraneal (TMS). Estas técnicas varían en sus resoluciones espaciales y temporales (fMRI tiene una resolución de unos pocos miles de neuronas por píxel, y ERP tiene una precisión de milisegundos), y cada tipo de metodología presenta un conjunto de ventajas y desventajas para estudiar un problema particular en la comprensión del lenguaje

### Modelado computacional
El modelado computacional es otro medio para explorar la comprensión del lenguaje. Los modelos, como los instanciados en las redes neuronales, son particularmente útiles porque requieren que los teóricos sean explícitos en sus hipótesis y porque pueden ser utilizados para generar predicciones precisas para modelos teóricos que son tan complejos que hacen que el análisis discursivo sea poco fiable. Un ejemplo clásico del modelado computacional en la investigación del lenguaje es el modelo de percepción del habla TRACE de McClelland y Elman.  Un modelo de procesamiento de oraciones se puede encontrar en el analizador de la esquina izquierda generalizada "racional" de Hale (2011). Este modelo deriva efectos de senderos de jardín así como fenómenos de coherencia local.